# XYZ (pel·lícula)
XYZ, també titulada XYZ - Antoine et Marie, és una pel·lícula pornogràfica francesa, dirigida per John B. Root i llançat el 2000.

## Sinopsi
Dos amants d'uns vint anys, l'Antoine (Titof) i la Marie (Ksandra), tenen una relació complicada. Marie acusa notablement l'Antoine d'estar massa interessat en les altres noies. Després d'una discussió, els dos joves se separen durant uns dies: mentrestant, cadascú viu al seu costat diverses aventures sexuals...

## Repartiment
- Titof: Antoine
- Ksandra: Marie
- Ovidie: Corinne
- Élodie Chérie: Élodie
- Sebastian Barrio: Brutus
- Valérie : Valérie, la touriste belge
- HPG: Hervé
- Océane: Christine
- Claudia Jamsson: Hongaresa #1
- Hannah : Hongaresa #2
- Ian Scott: Ian
- Delfynn Delage: Delphine
- Filoupasse : el prestidigitador
- John B. Root: ell mateix

## Producció
Amb XYZ, John B. Root fa una pel·lícula X que utilitza mecanismes comparables als d'una comèdia romàntica. Segons el testimoni del director, el punt de partida de la pel·lícula es va inspirar en la parella formada aleshores per l'actor Titof i l'actriu Ksandra, a partir de les seves tumultuoses relacions, la seva partits a crits i reconciliacions permanents. Els personatges es van imaginar per a ells, però els dos actors es van identificar tan bé amb els seus papers que en realitat es van separar, a mitja setmana de rodatge. Ai. Estava molt afectat, Titof, i això va donar a la seva interpretació d'Antoine una gravetat rimbaldiana, una profunditat que va transformar aquest petit vodevil en una crònica sentimental gairebé commovedora.

El crític Jean-François Rauger, de Le Monde, veu en aquesta pel·lícula un interessant exemple d'impregnació del porno pel cinema d'autor: en confiar a aquests actors (. ..) papers sens dubte propers a les seves pròpies vides, en rastrejar una certa naturalitat, John B. Root va augmentar el potencial de la seva pel·lícula, va atrapar una part de la veritat que nodria les escenes directament eròtiques. Christophe Lemaire, a Le Cinéma X, creu que amb aquesta pel·lícula, 
| « | John B. Root ha demostrat que és possible fer [en porno] una autèntica obra de ficció on els actors actuen igual de bé que fan l'amor, aquesta comèdia s'assembla literalment a una pel·lícula d'Éric Rohmer, amb escenes de sexe afegides. | » |